# Aleksandar Stavrev
Aleksandar Stavrev (Macedonisch: Александар Ставрев) (Skopje, 30 maart 1977) is een Macedonisch voetbalscheidsrechter. Hij is in dienst van FIFA en UEFA sinds 2006. Ook leidt hij wedstrijden in de Prva Liga.
Op 27 juli 2006 floot Stavrev zijn eerste wedstrijd in de UEFA Europa League. Skonto en Jeunesse Esch troffen elkaar in de eerste ronde (3–0). In dit duel trok de Macedonische leidsman geen gele kaarten, maar hij gaf wel eenmaal een rode kaart. Zijn eerste wedstrijd in de UEFA Champions League volgde op 17 juli 2007, toen in de tweede ronde Tampere United met 1–2 won bij SS Murata. Stavrev gaf in dit duel viermaal een gele kaart aan een speler.
Stavrev werd aangesteld als scheidsrechter op het EK –19 in 2008 en het EK –21 in 2011.

## Interlands
| Datum            | Plaats                        | Wedstrijd                       | Uitslag | Competitie             | Kreeg geel | Kreeg voor de tweede keer geel en dus rood | Weggestuurd |
| ---------------- | ----------------------------- | ------------------------------- | ------- | ---------------------- | ---------- | ------------------------------------------ | ----------- |
| 21 november 2007 | Tbilisi, Georgië              | Georgië – Litouwen              | 0 - 2   | EK 2008 kwalificatie   | 4          | 0                                          | 0           |
| 26 maart 2008    | Podgorica, Montenegro         | Montenegro – Noorwegen          | 3 - 1   | Vriendschappelijk      | 3          | 1                                          | 0           |
| 6 september 2008 | Cardiff, Wales                | Wales – Azerbeidzjan            | 1 – 0   | WK 2010 kwalificatie   | 6          | 1                                          | 0           |
| 10 juni 2009     | Tirana, Albanië               | Albanië – Georgië               | 1 – 1   | Vriendschappelijk      | 0          | 0                                          | 0           |
| 9 september 2009 | Jerevan, Armenië              | Armenië – België                | 2 – 1   | WK 2010 kwalificatie   | 4          | 0                                          | 0           |
| 18 november 2009 | Podgorica, Montenegro         | Montenegro – Wit-Rusland        | 1 – 0   | Vriendschappelijk      | 4          | 0                                          | 1           |
| 8 oktober 2010   | Luxemburg, Luxemburg          | Luxemburg – Wit-Rusland         | 0 – 0   | EK 2012 kwalificatie   | 3          | 0                                          | 1           |
| 17 november 2010 | Podgorica, Montenegro         | Montenegro – Azerbeidzjan       | 2 – 0   | Vriendschappelijk      | 5          | 0                                          | 0           |
| 26 maart 2011    | Kaiserslautern, Duitsland     | Duitsland – Kazachstan          | 4 – 0   | EK 2012 kwalificatie   | 1          | 0                                          | 1           |
| 29 februari 2012 | Koper, Slovenië               | Slovenië – Schotland            | 1 – 1   | Vriendschappelijk      | 0          | 0                                          | 0           |
| 16 oktober 2012  | Moskou, Rusland               | Rusland – Azerbeidzjan          | 1 – 0   | WK 2014 kwalificatie   | 5          | 0                                          | 0           |
| 15 oktober 2013  | Kopenhagen, Denemarken        | Denemarken – Malta              | 6 – 0   | WK 2014 kwalificatie   | 3          | 0                                          | 0           |
| 12 juni 2015     | Attard, Malta                 | Malta – Bulgarije               | 0 – 1   | EK 2016 kwalificatie   | 5          | 0                                          | 0           |
| 5 september 2015 | Wenen, Oostenrijk             | Oostenrijk – Moldavië           | 1 – 0   | EK 2016 kwalificatie   | 3          | 0                                          | 0           |
| 12 oktober 2015  | Serravalle, San Marino        | San Marino – Slovenië           | 0 – 2   | EK 2016 kwalificatie   | 4          | 0                                          | 0           |
| 26 maart 2017    | Jerevan, Armenië              | Armenië – Kazachstan            | 2 – 0   | WK 2018 kwalificatie   | 6          | 1                                          | 0           |
| 3 september 2017 | Toulouse, Frankrijk           | Frankrijk – Luxemburg           | 0 – 0   | WK 2018 kwalificatie   | 4          | 0                                          | 0           |
| 22 maart 2019    | Chisinau, Moldavië            | Moldavië – Frankrijk            | 1 – 4   | EK 2020 kwalificatie   | 4          | 0                                          | 0           |
| 14 oktober 2020  | Minsk, Wit-Rusland            | Wit-Rusland – Kazachstan        | 2 – 0   | Nations League 2020/21 | 1          | 0                                          | 0           |
| 24 maart 2021    | Nicosia, Cyprus               | Cyprus – Slowakije              | 0 – 0   | WK 2022 kwalificatie   | 2          | 0                                          | 0           |
| 15 november 2021 | Klagenfurt, Oostenrijk        | Oostenrijk – Moldavië           | 4 – 1   | WK 2022 kwalificatie   | 1          | 0                                          | 0           |
| 25 maart 2022    | Zenica, Bosnië en Herzegovina | Bosnië en Herzegovina – Georgië | 0 – 1   | Vriendschappelijk      | 3          | 0                                          | 0           |
| 14 juni 2022     | Vaduz, Liechtenstein          | Liechtenstein – Letland         | 0 – 2   | Nations League 2022/23 | 5          | 0                                          | 0           |
| 19 november 2022 | Tirana, Albanië               | Albanië – Armenië               | 2 – 0   | Vriendschappelijk      | 2          | 0                                          | 0           |
| 20 juni 2023     | Oslo, Noorwegen               | Noorwegen – Cyprus              | 3 – 1   | EK 2024 kwalificatie   | 2          | 0                                          | 0           |
| 16 november 2023 | Tbilisi, Georgië              | Georgië – Schotland             | 2 – 2   | EK 2024 kwalificatie   | 6          | 0                                          | 0           |
| 9 juni 2024      | Podgorica, Montenegro         | Montenegro – Georgië            | 1 – 3   | Vriendschappelijk      | 1          | 0                                          | 0           |
| 10 oktober 2024  | Helsinki, Finland             | Finland – Ierland               | 1 – 2   | Nations League 2024/25 | 0          | 0                                          | 0           |

Laatst bijgewerkt op 17 oktober 2024.